# Sergueï Abramov
Pour les articles homonymes, voir Abramov.
 (mars 2021).
Si vous disposez d'ouvrages ou d'articles de référence ou si vous connaissez des sites web de qualité traitant du thème abordé ici, merci de compléter l'article en donnant les références utiles à sa vérifiabilité et en les liant à la section « Notes et références ».
Sergueï Borissovitch Abramov (en russe : Серге́й Бори́сович Абра́мов), né le 29 février 1972, est un dirigeant des chemins de fer russes basé à Moscou et homme politique russe.

## Biographie
Sergueï Abramov est diplômé de l'université d'économie d'État de Tachkent. En 2002, sous la présidence d'Akhmad Kadyrov, il est nommé ministre des Finances de la République tchétchène à l'âge de 30 ans. En 2004, après l'assassinat de Kadyrov, il a temporairement présidé le gouvernement de la république et a lui-même survécu à une tentative d'assassinat. Le 18 novembre 2005, Sergueï Abramov survit à un accident de voiture à Moscou et disparaît temporairement de la vie publique[réf. nécessaire].
Depuis novembre 2010, il préside la direction des terminaux ferroviaires des Chemins de fer russes et gère un programme ambitieux de reconstruction des gares[Interprétation personnelle ?] dans les grandes villes.